# Ramal ferroviario Victoria-Capilla del Señor-Pergamino
El Ramal Victoria - Capilla del Señor - Pergamino pertenece al Ferrocarril General Bartolomé Mitre, Argentina.

## Ubicación
Se halla en la provincia de Buenos Aires en los partidos de San Fernando, Tigre, Escobar, Pilar, Campana, Exaltación de la Cruz, San Andrés de Giles, San Antonio de Areco, Capitán Sarmiento, Arrecifes y Pergamino.

## Características
Es un ramal primario interregional de la red del Ferrocarril General Bartolomé Mitre, con una extensión de 206 km entre las ciudades de Victoria y Pergamino.

## Historia
Este ramal fue construido por el Ferrocarril Oeste de Buenos Aires, que luego a mediados del año 1890 fue vendido al Ferrocarril Central Argentino.
Es unos de los antiguos Ramales que iban a Córdoba, Se comenzó a construir el 20 de abril de 1863 en Rosario, Santa Fe a través de un contrato firmado por Wheelwright y el Gobierno Nacional, creándose una sociedad anónima llamada Ferrocarril Central Argentino.
Las Primeras estaciones habilitadas son:
- Victoria: habilitada el 29 de agosto de 1891
- Garín establecida al mismo tiempo que la estación de Zelaya.
- Zelaya : habilitada el 30 de abril de 1892 con el Nombre Copello
- Capilla del Señor: habilitada el 1 de julio de 1892.
- Diego Gaynor: llamada así porque las tierras fueron donadas por la familia Gaynor. Habilitada el 31 de diciembre de 1894.
- Estación Solís: habilitada el 16 de julio de 1894.
- Estación Vagués : habilitada el 16 de julio de 1894.

## Servicios
Los servicios fueron operados por Trenes de Buenos Aires S.A desde el 27 de mayo de 1995 hasta el 24 de mayo de 2012 (Fin de Concesión). En la actualidad el Ramal Victoria - Capilla del Señor (Próximamente hasta San Antonio de Areco) pertenece a Trenes Argentinos Operaciones (SOF S.E.).
Cumple un servicio suburbano entre Victoria y Capilla del Señor, con locomotoras diésel y coches remolcados, a cargo de la empresa Trenes Argentinos Operaciones. Cuenta con 10 estaciones. De Victoria parten 5 trenes díarios que llegan a Matheu, 3 de ellos llegan a Capilla del Señor y próximamente a San Antonio de Areco
Hasta 1992 contaba con 13 estaciones más que llegaban hasta Pergamino. Había servicios que unían Retiro con Río Cuarto parando en todas las estaciones.
Desde ese año, este ramal de Ferrocarriles Argentinos fue dado en concesión a la empresa privada Nuevo Central Argentino, que explota la operación e infraestructura de cargas del Ferrocarril General Bartolomé Mitre. Sin embargo, no se prestan servicios de cargas.
A fines de 2020, Trenes Argentinos Infraestructura (ADIF S.E.) presentó un proyecto para la electrificación del ramal entre las estaciones Victoria y la estación El Talar, además de la construcción de una estación nueva en el cruce con el ramal hacia Rosario en cercanías de la actual estación Bancalari R.
En marzo de 2021, empezaron los trabajos de desmalezado e inspección de vía para la extensión de servicio hasta la estación San Antonio de Areco, previstos para el segundo semestre de 2021.
Estos trabajos de desmalezado, siguieron a un buen ritmo entre en las estaciones de Capilla del Señor y San Antonio de Areco. Todo esto, realizado en coordinación con la asociación ferroviaria del ramal Vagués - Pergamino. Actualmente entre Capilla del Señor y Solís se encuentran trabajando empresas contratadas, adecuando inicialmente las vías para posteriormente realizar un mejoramiento en el sector, y lograr el restablecimiento del servicio.
En abril de 2021 se inició con la rehabilitación del Empalme Bancalari, el cual se encontraba levantado desde inicios de los 2000, este empalme se encuentra ubicado en el kilómetro 29.815 y conecta con el Ramal ferroviario Retiro-Rosario en sentido descendente. La rehabilitación de este empalme corre por cuenta de Trenes Argentinos Operaciones (SOF S.E.) y permitirá realizar el traslado de trenes internos.
Desde el día 5 de julio de 2021 el servicio se encuentra limitado entre las estaciones Victoria y Matheu, por la renovación integral de vías entre esta última y Los Cardales.
En julio de 2021 fue confirmado el regreso del tren a la Estación Diego Gaynor en lo que va a ser la vuelta del tren a San Antonio de Areco.
El día 4 de agosto de 2021 se realizó el primer viaje de pruebas hasta la Estación Diego Gaynor con la locomotora ALCo DL 535-T C657, la cual a velocidad moderada llegó sin ningún inconveniente. Se esperan noticias a corto plazo sobre la restitución y extensión del servicio hasta esta estación.
El día 20 de julio de 2022 se realizó un viaje de pruebas con una locomotora con 2 coches de pasajeros hacia la Estación San Antonio de Areco la cual llegó sin ningún inconveniente.

## Material rodante
Actualmente en el ramal circulan formaciones compuestas por una locomotora y dos coches remolcados clase única, aunque anteriormente han funcionado con tres coches remolcados o con un cochemotor.
El parque tractivo del ramal está compuesto por cuatro locomotoras modelo GM G22cw (A704, A711, A712 y A713) y una locomotora modelo GM G12w (A605). Igualmente esta información está sujeta a modificaciones por cuestiones operativas entre los Talleres Victoria y el Depósito Suárez, e incluso con otras líneas.

## Imágenes

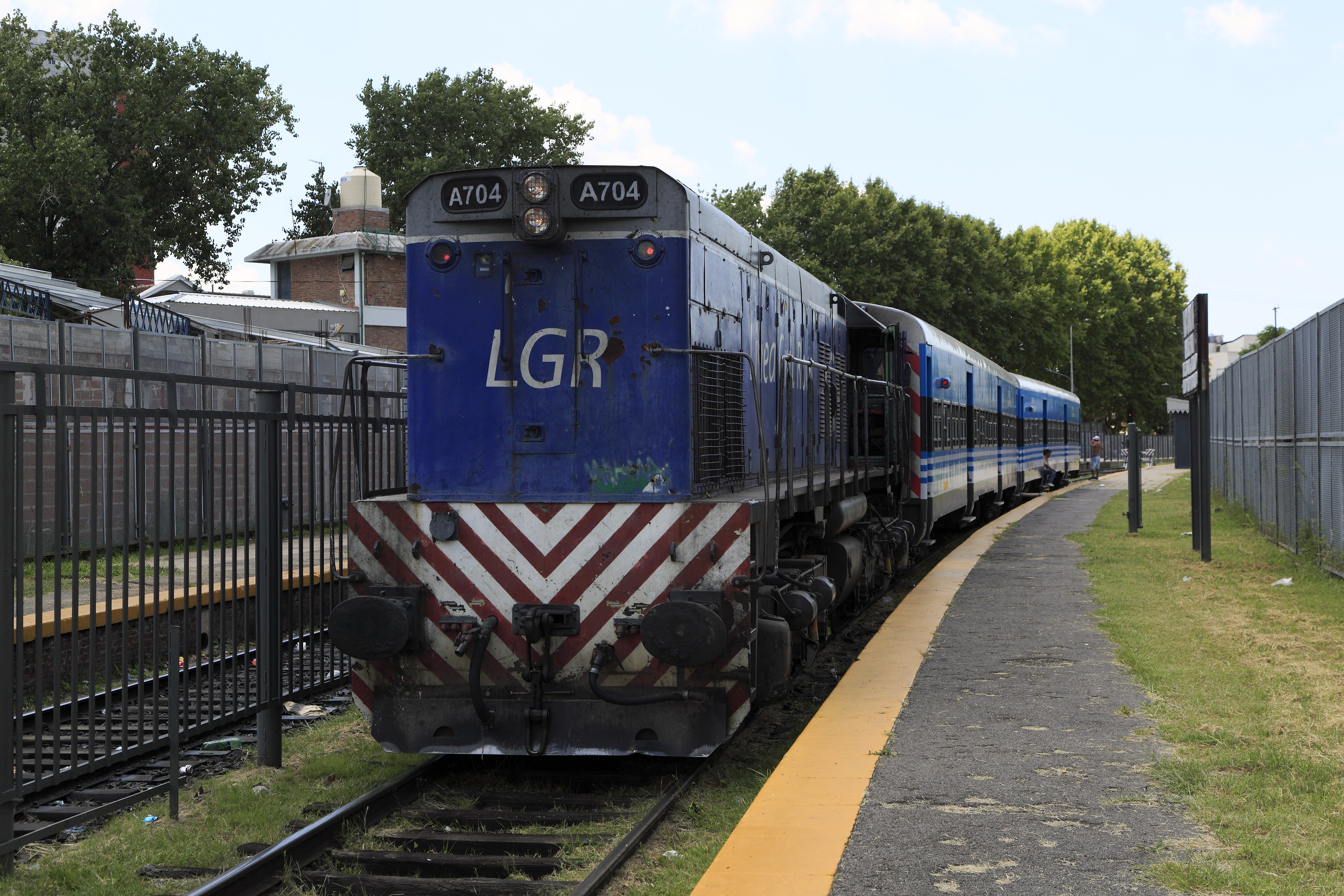
Estación Victoria
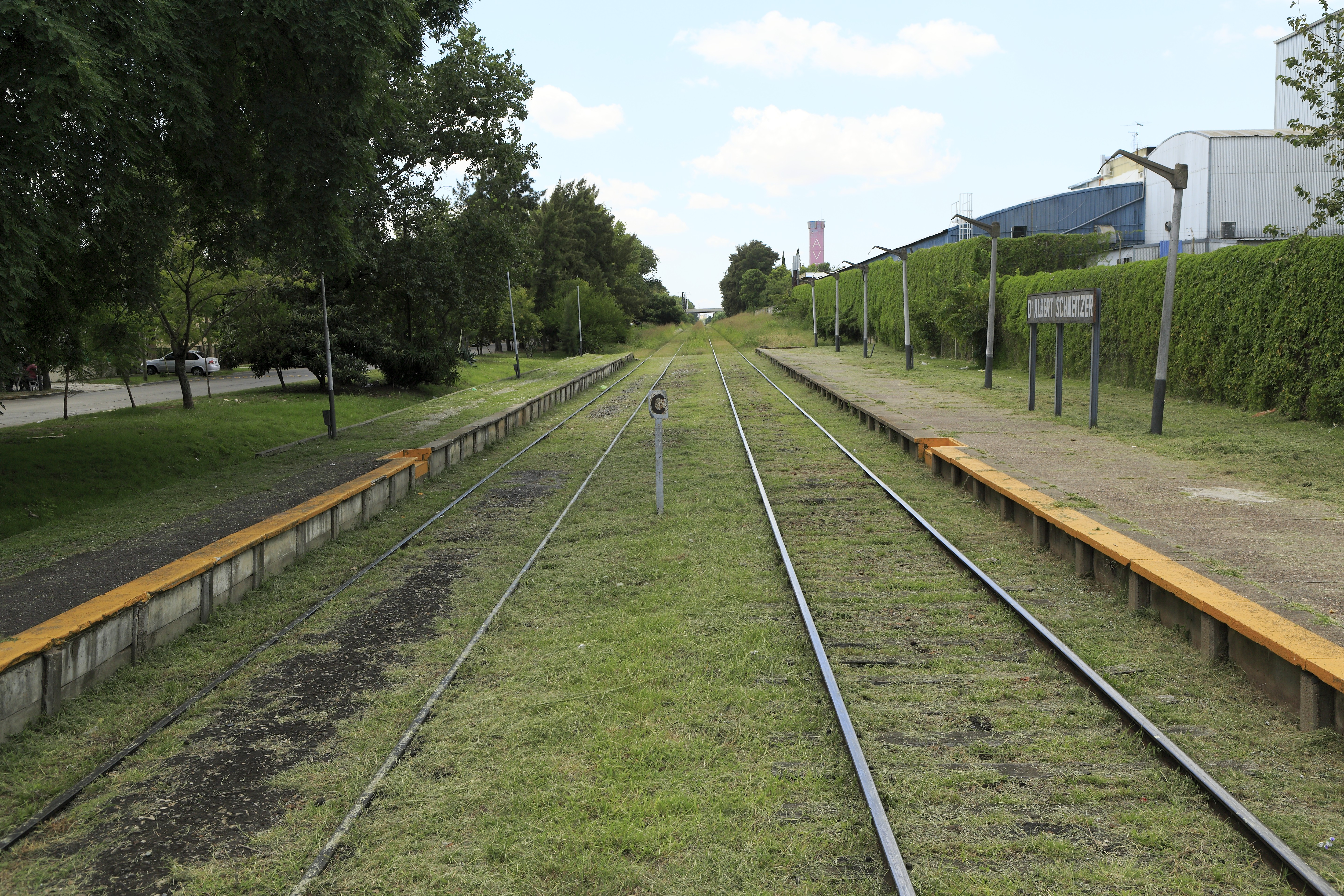
Estación Dr. Albert Schweitzer
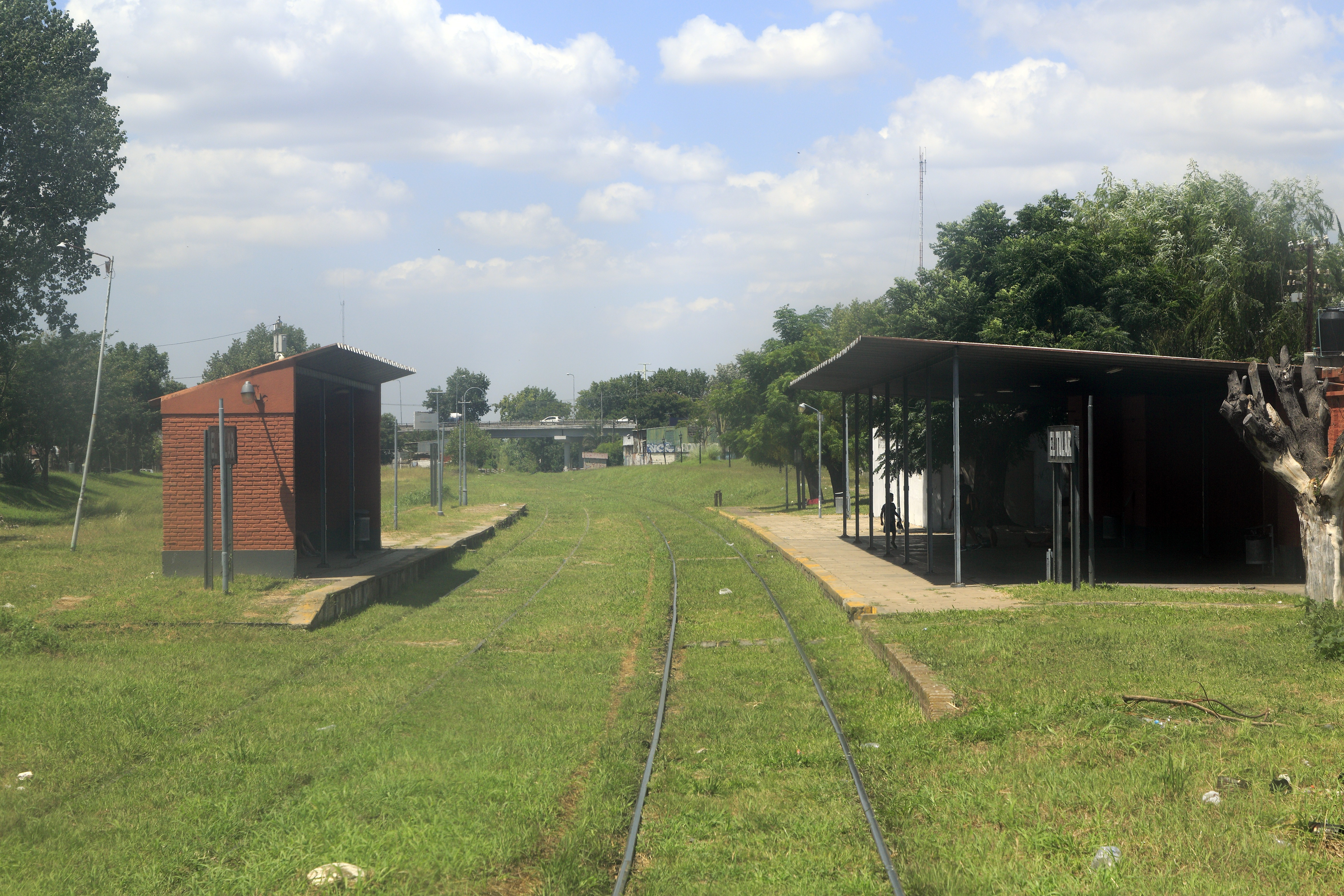
Estación El Talar
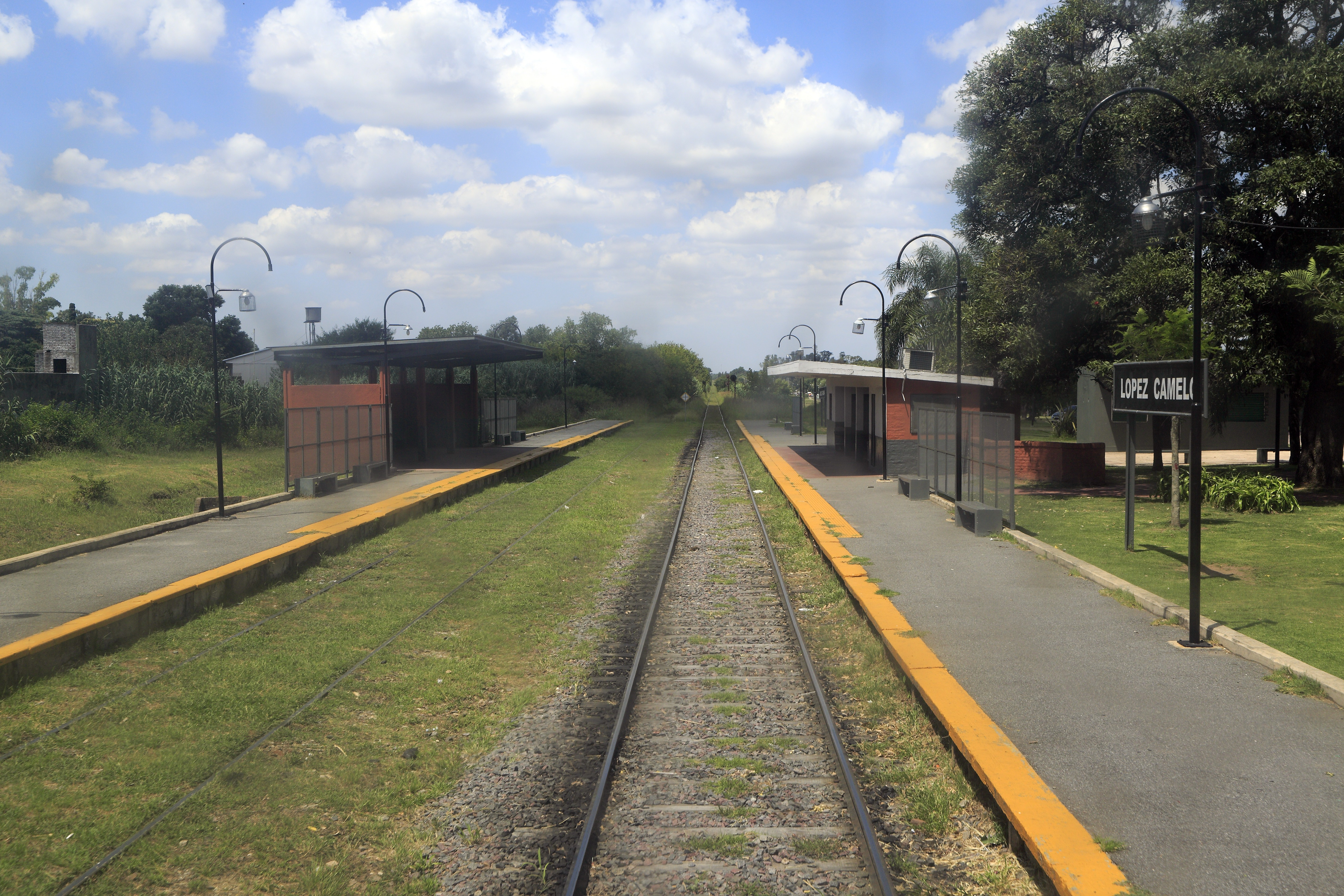
Estación Lopez Camelo
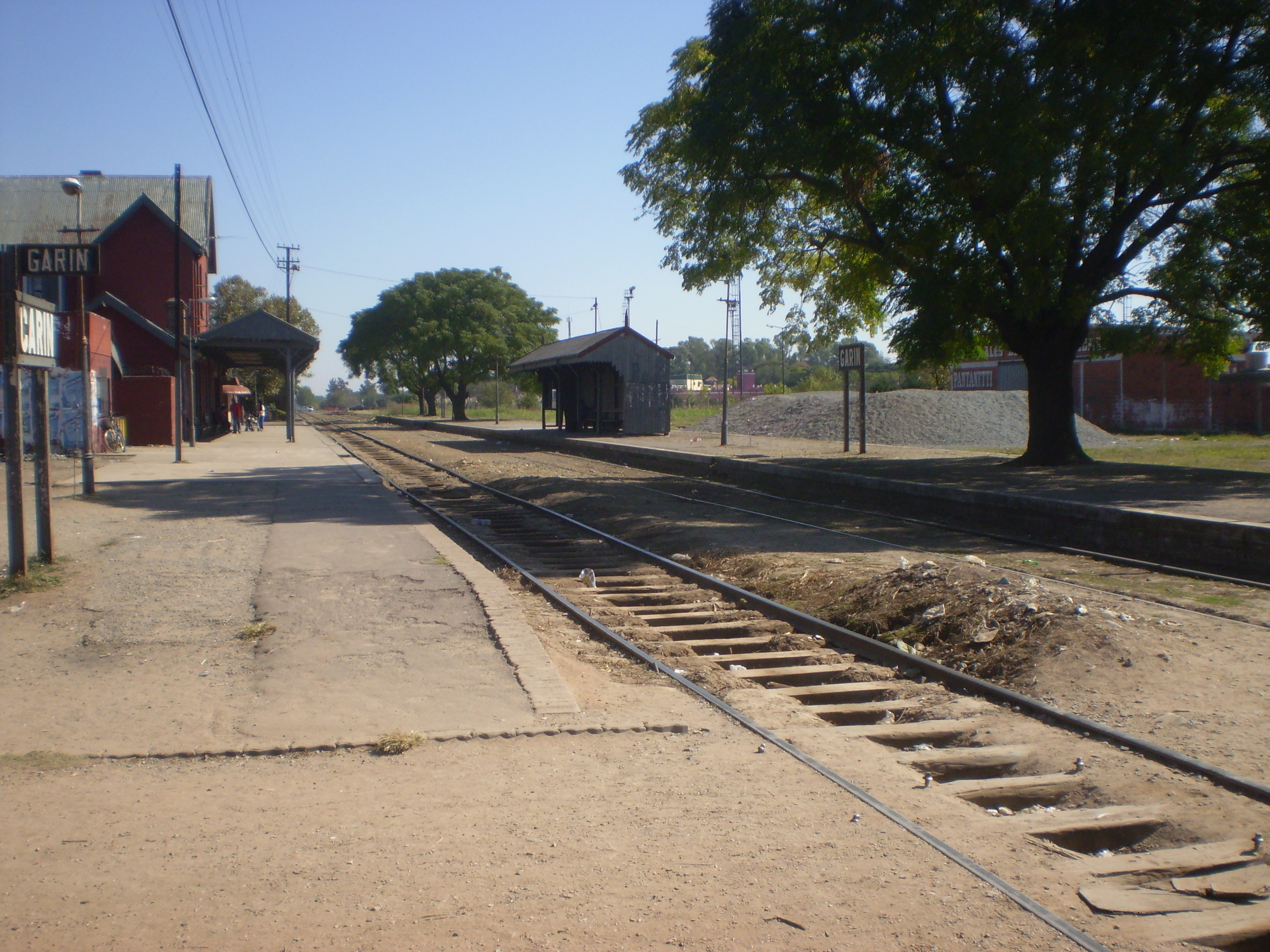
Estación Garín
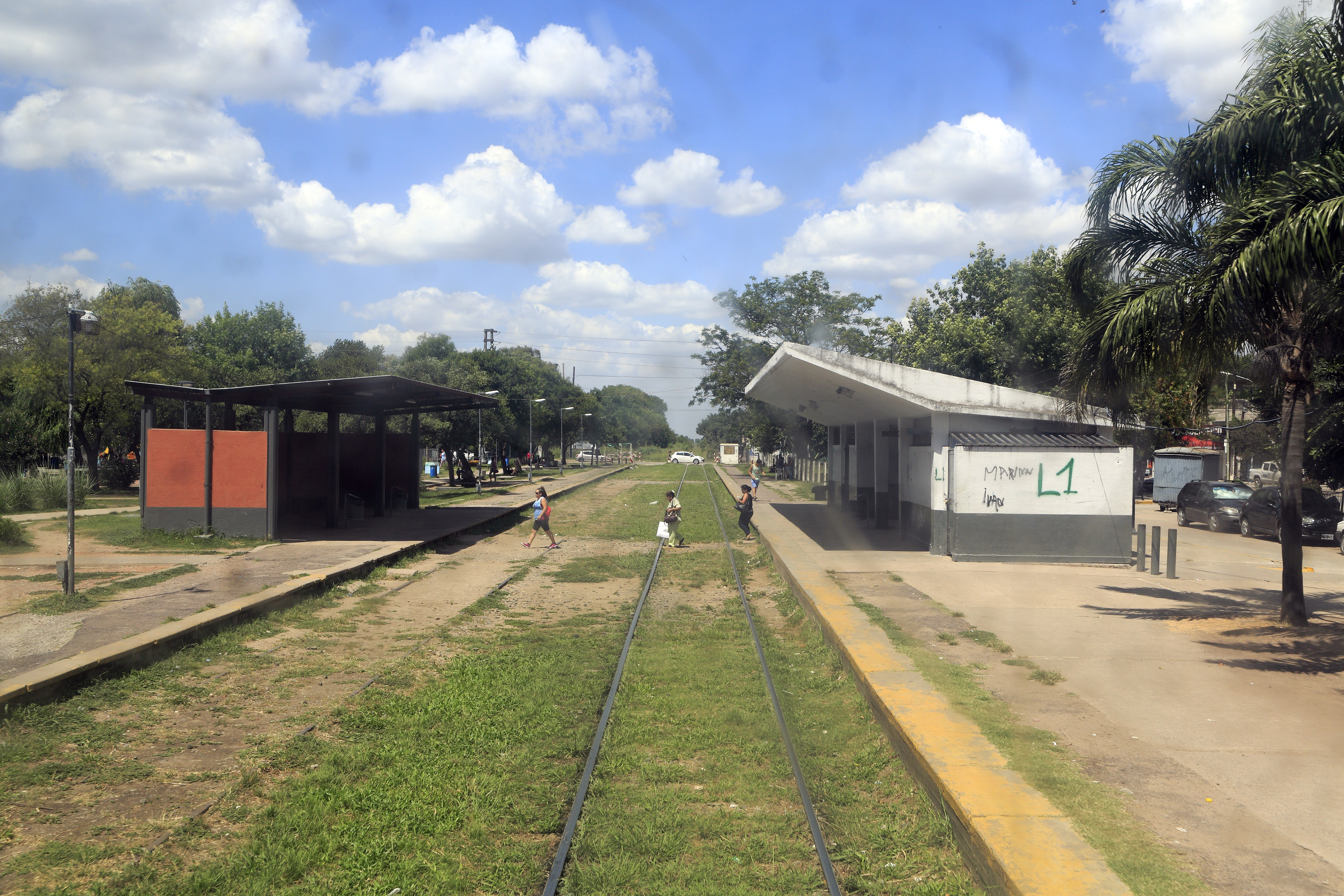
Estación Maquinista Savio
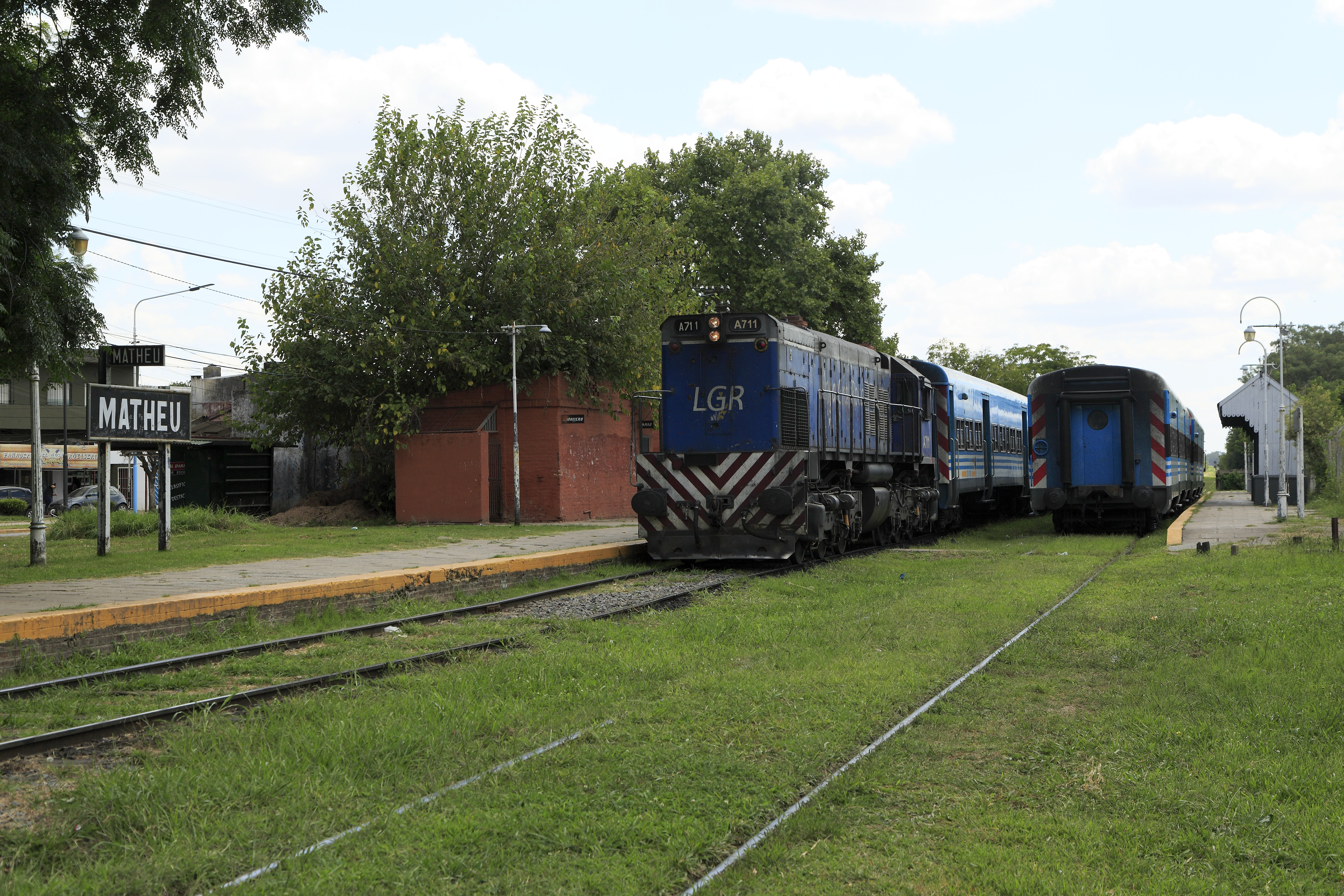
Estación Matheu
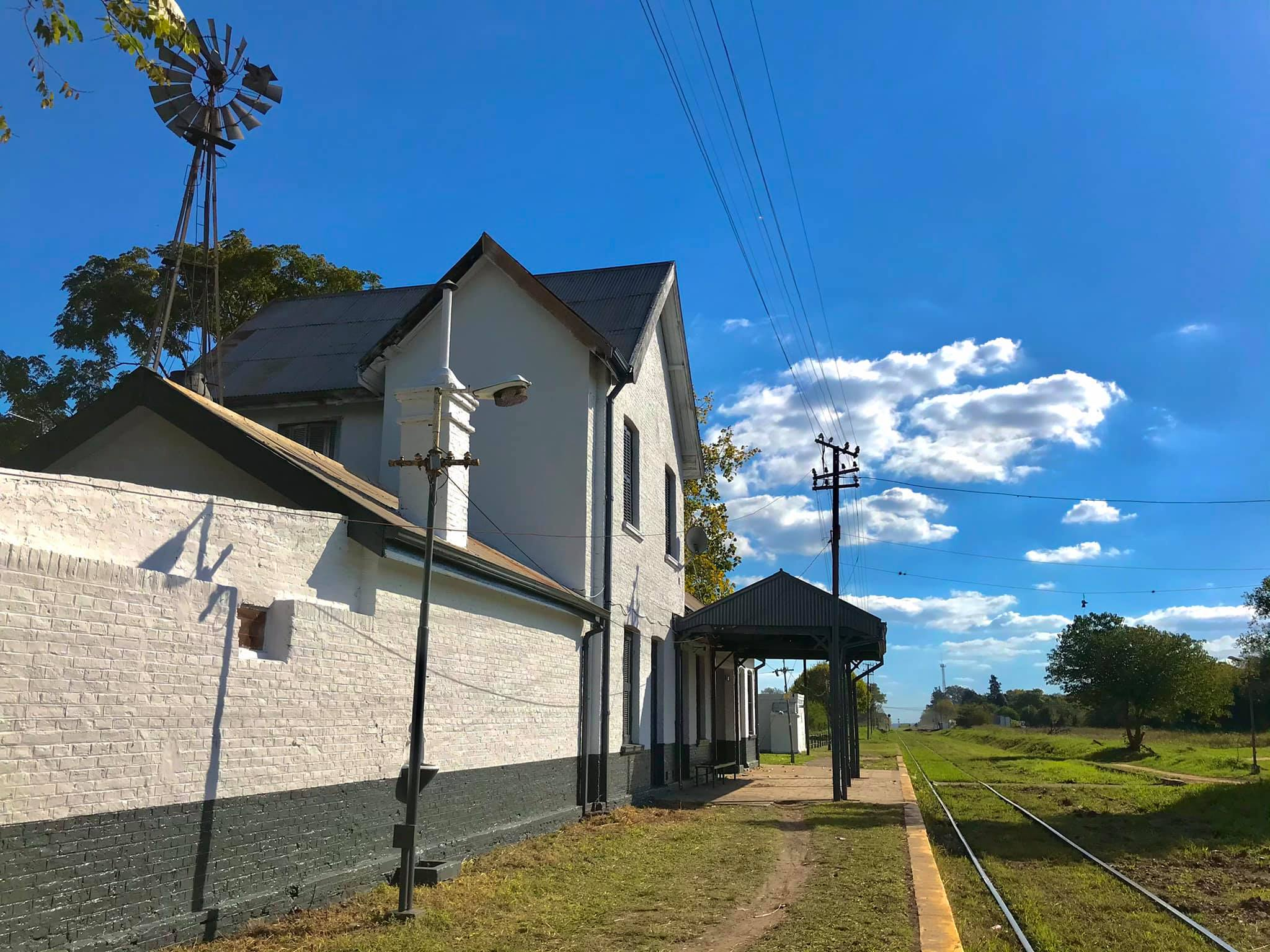
Estación Zelaya
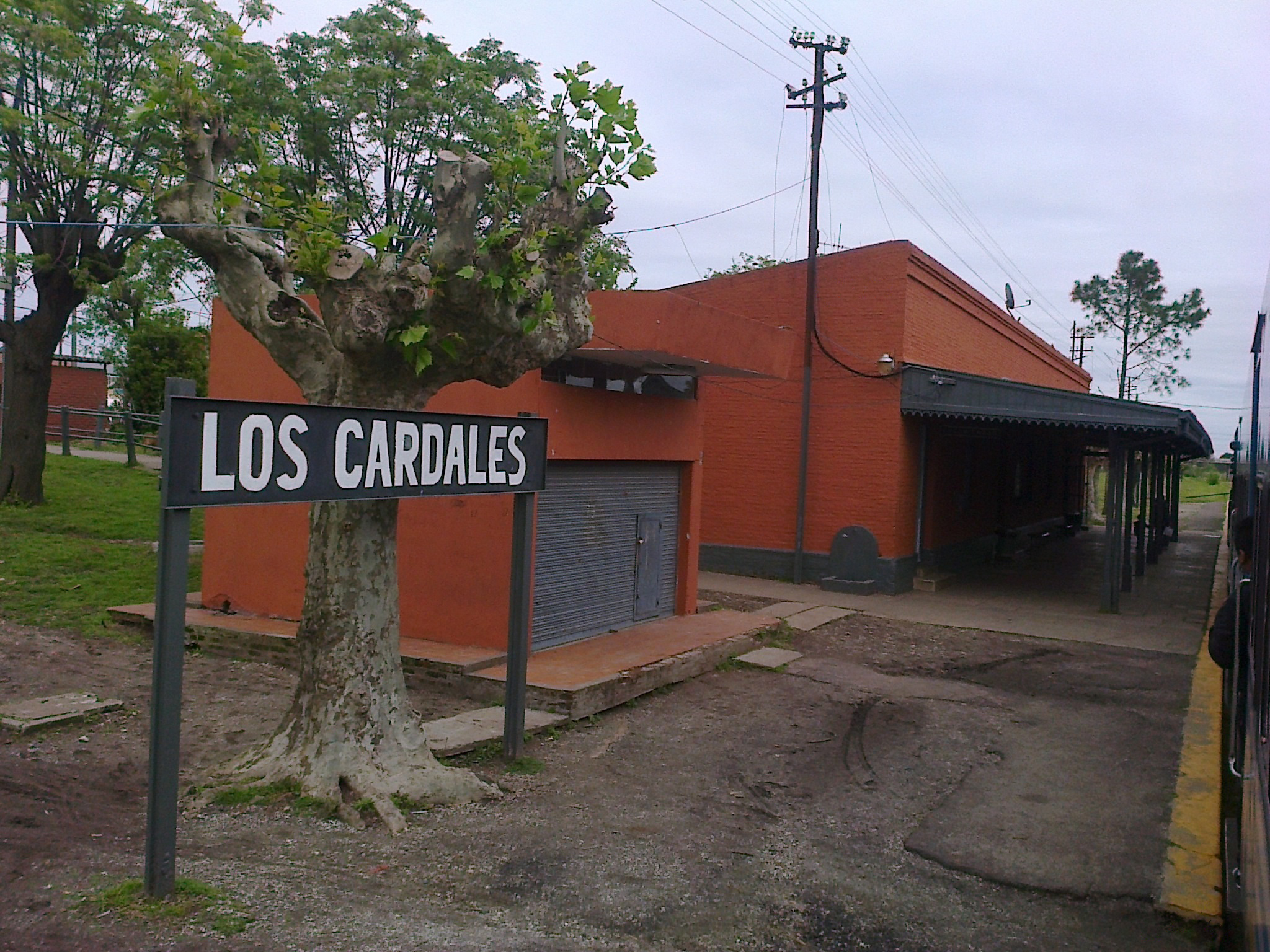
Estación Los Cardales
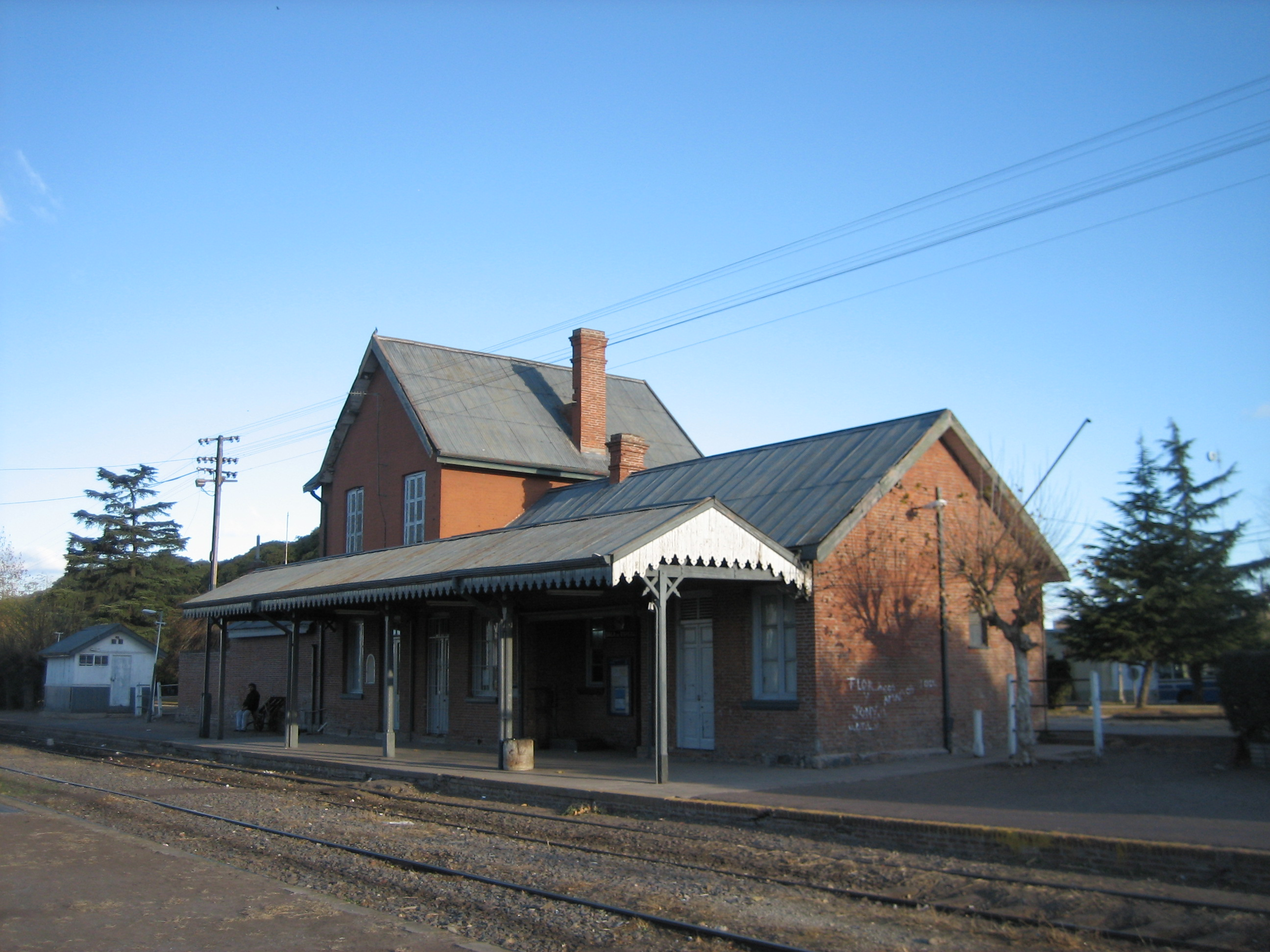
Estación Capilla del Señor
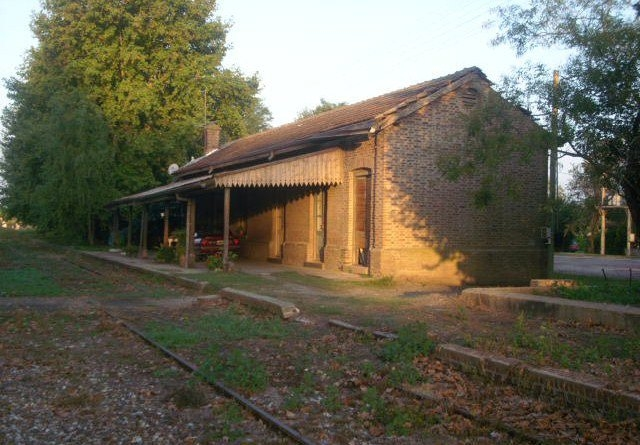
Estación Diego Gaynor
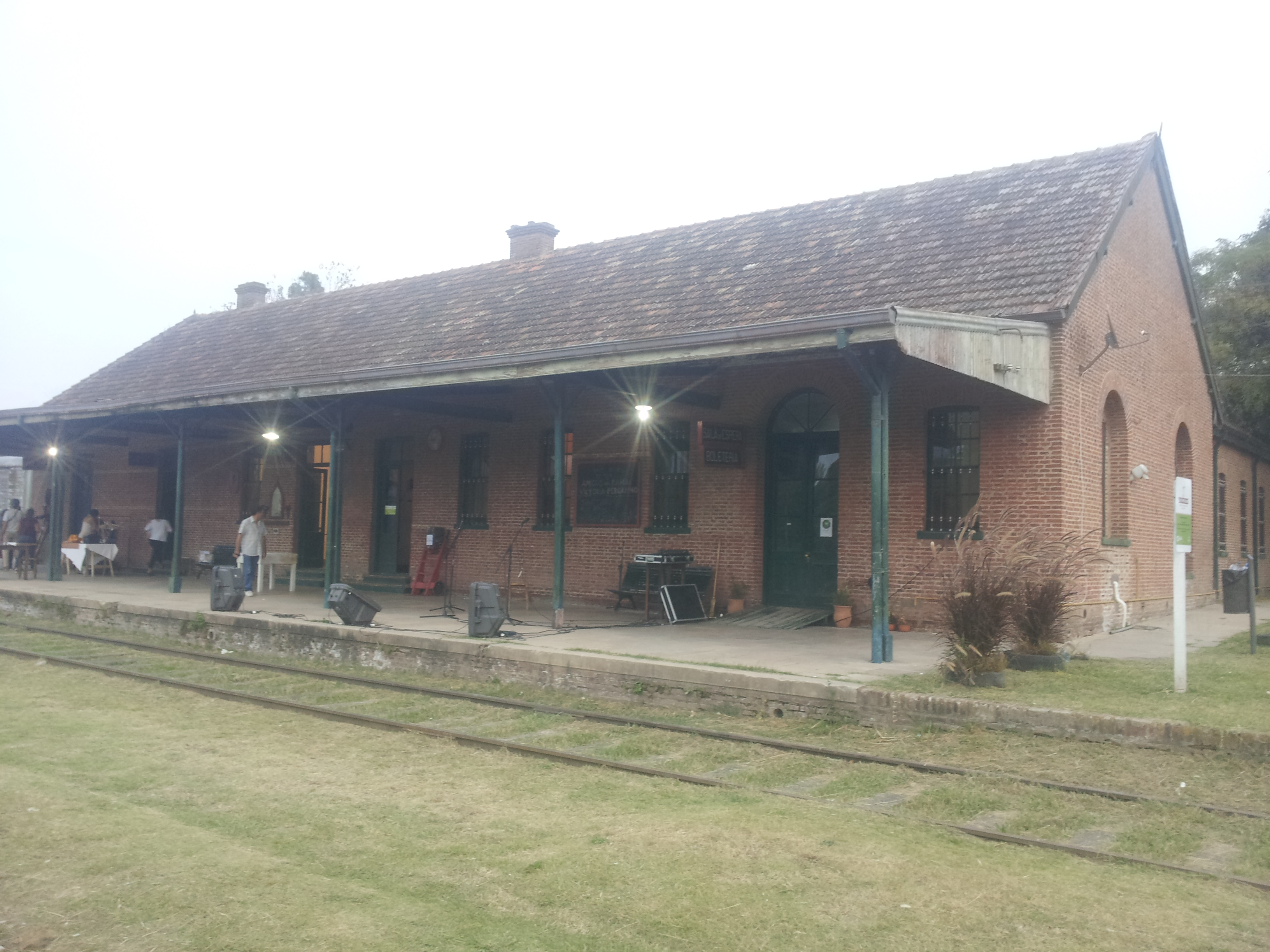
Estación Vagués
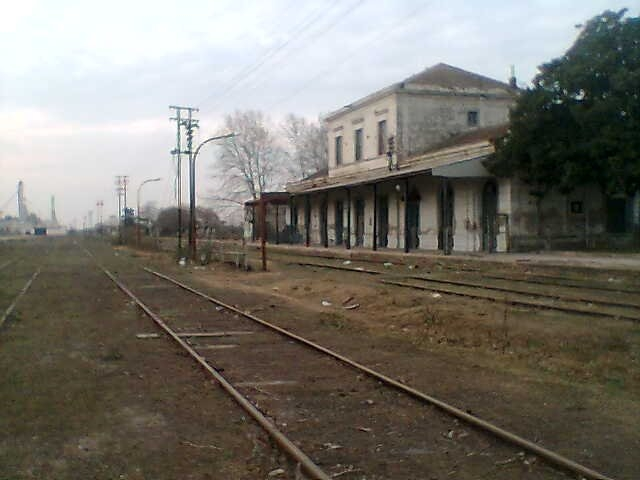
Estación San Antonio de Areco
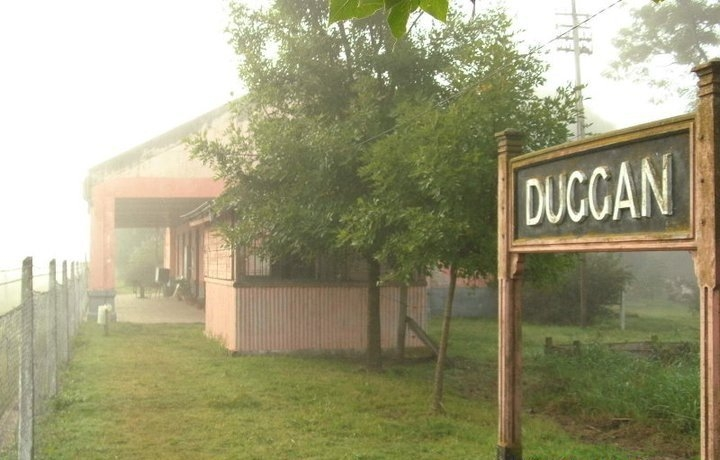
Estación Duggan
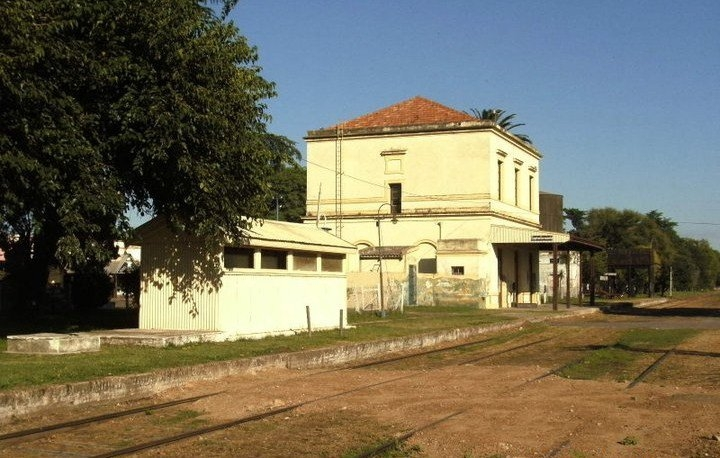
Estación Capitán Sarmiento
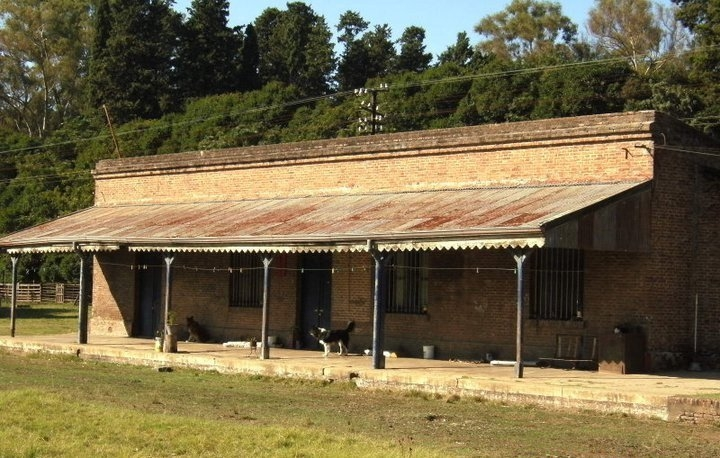
Estación La Luisa
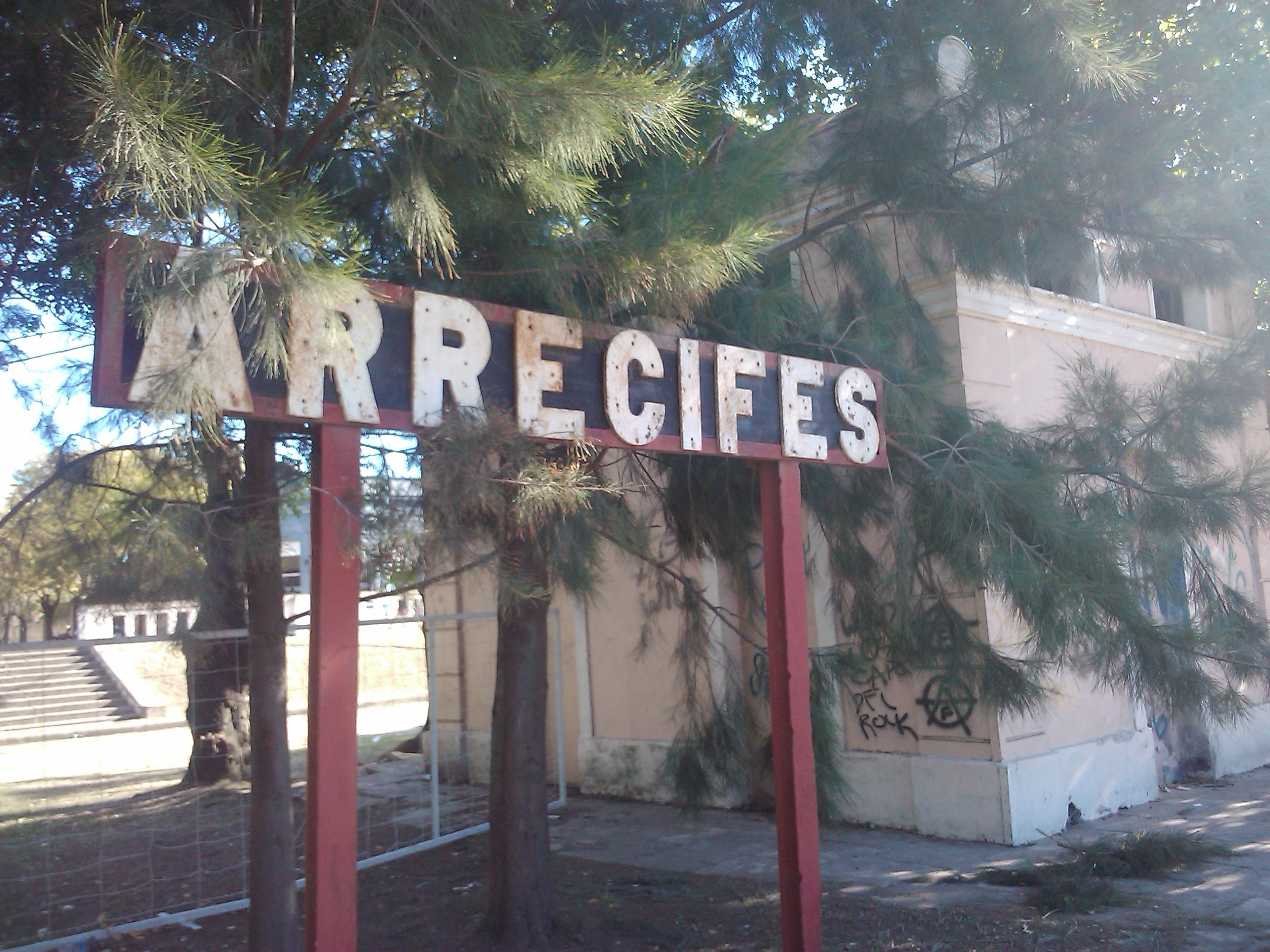
Estación Arrecifes
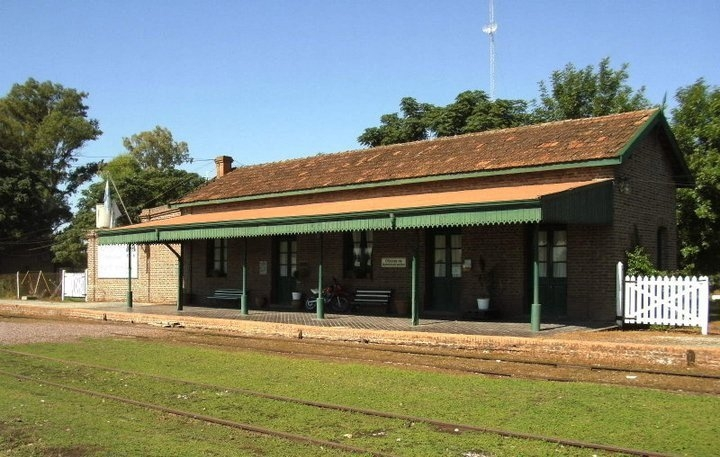
Estación Todd
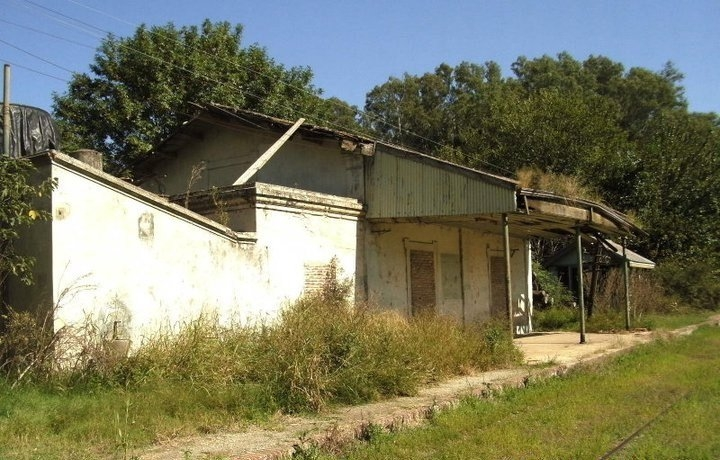
Estación Viña
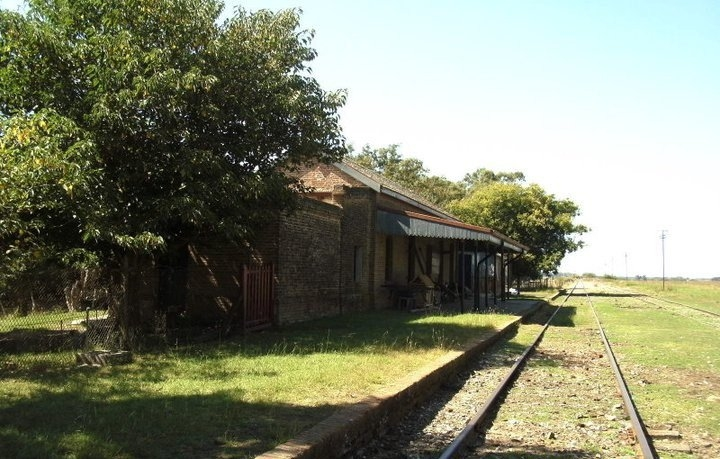
Estación Maguirre
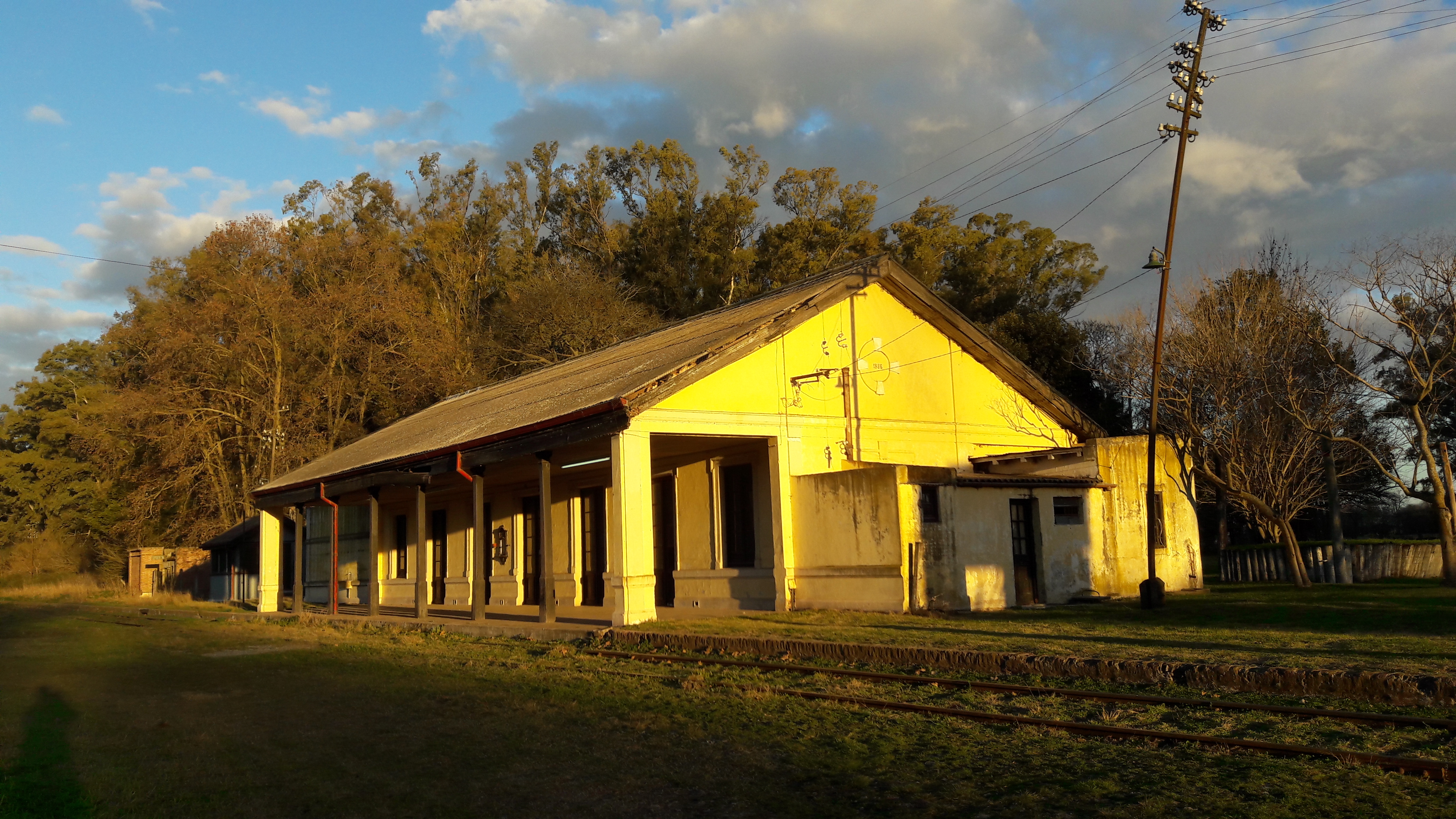
Estación Urquiza